# Acanthurus lineatus

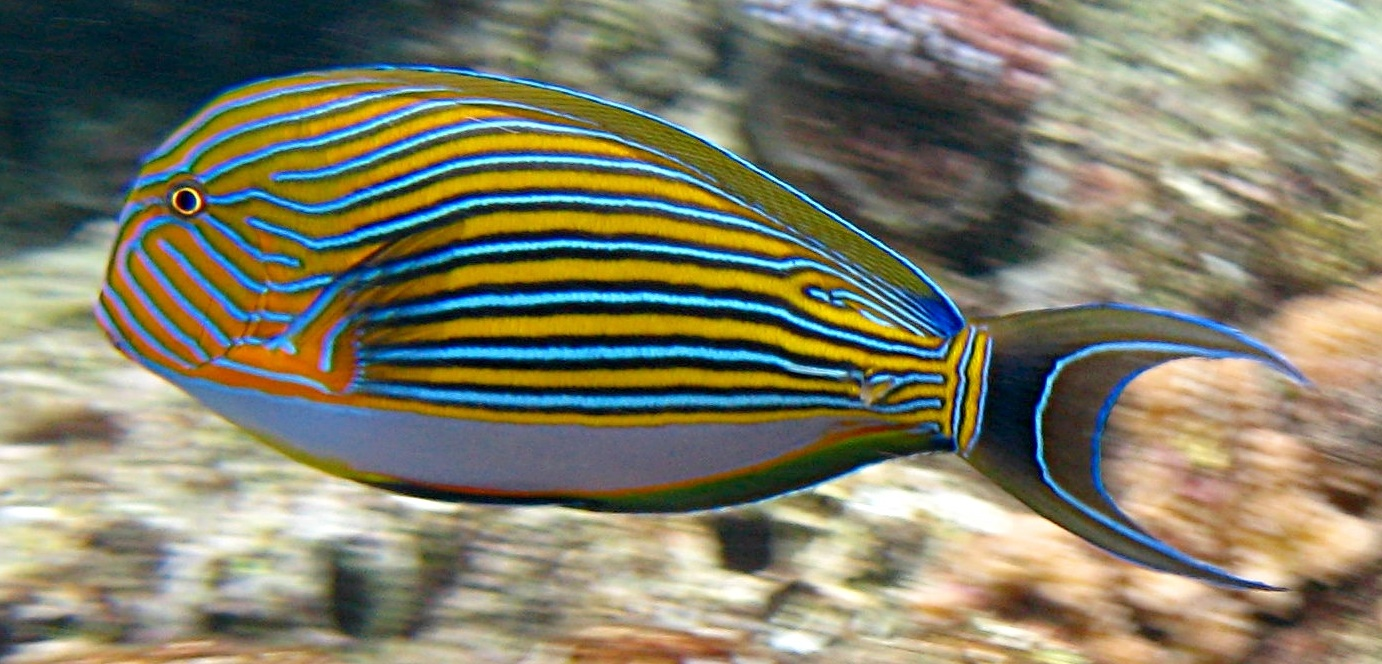
Acanthurus lineatus a la Gran Barrera de Corall d'Austràlia, Flynn Reef.

Acanthurus lineatus és una espècie de peix pertanyent a la família dels acantúrids.

## Descripció
- Pot arribar a fer 38 cm de llargària màxima (normalment, en fa 25).
- 9 espines i 27-30 radis tous a l'aleta dorsal i 3 espines i 25-28 radis tous a l'anal.
- Escates petites.
- Aletes pectorals pàl·lides amb radis foscos.
- Té una espina verinosa que pot infligir ferides doloroses.[3][4][5]

## Alimentació
És herbívor, tot i que també menja crustacis.

## Depredadors
A la Polinèsia Francesa és depredat per Epinephelus merra.

## Hàbitat
És un peix marí, associat als esculls i de clima tropical (24 °C-30 °C; 27°N-34°S, 28°E- 137°W) que viu entre 0-15 m de fondària (normalment, entre 1 i 3).

## Distribució geogràfica
Es troba des de l'Àfrica oriental (incloent-hi les illes Mascarenyes) fins a les illes Hawaii, les illes Marqueses, les Tuamotu, el sud del Japó, la Gran Barrera de Corall i Nova Caledònia. És reemplaçat per Acanthurus sohal al mar Roig.

## Costums
És bentopelàgic i territorial.

## Observacions
És inofensiu per als humans.